# Spaced Out in London
Spaced Out in London è il decimo album live della space rock band britannica Hawkwind, registrato nel 2002 e pubblicato nel 2004.

## Tracce
1. Earth Calling  (Robert Calvert)
2. Aerospaceage Inferno  (Calvert)
3. Angels of Death  (Dave Brock)
4. Out of the Shadows  (Buckley/Brock/Alan Davey)
5. Time Captives  (Arthur Brown)
6. Master of the Universe  (Nik Turner/Brock)
7. The Gremlin Song  (Calvert)
8. Time and Confusion  (Brown)
9. Hurry On Sundown  (Brock)
10. Lighthouse  (Tim Blake)
11. The Watcher  (Lemmy Kilmister)
12. Assassins of Allah  (Calvert/Paul Rudolph/Brock)
13. Do That  (Turner/Brock)
14. Earth Calling  (Calvert)

## Formazione
- Arthur Brown - voce
- Dave Brock - chitarra, tastiere, voce
- Alan Davey - basso, voce
- Tim Blake - tastiere, voce
- Richard Chadwick - batteria